# Castanopsis fordii
Castanopsis fordii är en bokväxtart som beskrevs av Henry Fletcher Hance. Castanopsis fordii ingår i släktet Castanopsis och familjen bokväxter. Inga underarter finns listade.